# Paso a desnivel Las Piedrecitas
El Paso a desnivel de Las Piedrecitas es un intercambio vial de tres niveles ubicado en la ciudad de Managua, Nicaragua, que forma parte de la Carretera Panamericana o NIC-1. La estructura conecta directamente la NIC-28 (Carretera a El Crucero) con la NIC-2 (Carretera a León y Corinto), facilitando el flujo vehicular entre el suroeste y el occidente de la capital. Es considerado uno de los pasos a desnivel más modernos del país.

## Ubicación y estructura
Este paso a desnivel se encuentra en las inmediaciones del Parque Las Piedrecitas, una zona históricamente congestionada debido a su conexión con la Carretera Sur y el centro de Managua. La estructura vial cuenta con:
- Un paso vehicular de cuatro carriles (dos por sentido)
- Ramales de acceso lateral
- Sistema de drenaje pluvial y luminarias LED
- Obras complementarias de señalización y paisajismo

Su extensión aproximada es de 650 metros.

## Construcción
Las obras iniciaron a finales de 2016 y formaron parte de un conjunto de proyectos viales desarrollados por el MTI para modernizar la red vial urbana de Managua. El proyecto fue ejecutado por la empresa Meco de Nicaragua, con una inversión superior a los 13 millones de dólares.
El paso fue inaugurado oficialmente en noviembre de 2018.

## Impacto
Contribuyó significativamente a descongestionar el tránsito en la zona oeste de Managua, reduciendo el tiempo de traslado hacia la Carretera Panamericana y mejorando la conectividad con barrios del distrito III y la Carretera Sur. Sin embargo, su construcción dividió físicamente el Parque Las Piedrecitas, lo que generó críticas entre historiadores y defensores del patrimonio local.